# Ščolkovo
Ščolkovo (rusky Щёлково) je město v Moskevské oblasti
Ruské federace. Leží na řece Kljazmě patnáct kilometrů severovýchodně od Moskvy, odkud sem jezdí příměstské vlaky z Jaroslavského nádraží.
V roce 2010 mělo Ščolkovo 110 tisíc obyvatel.